# En flicka i varje hamn
En flicka i varje hamn (engelska: A Girl in Every Port) är en amerikansk musikalisk komedifilm från 1952 i regi av Chester Erskine.